# Johannes Lukas (Afrikanist)
Ernst Viktor Johannes Lukas (* 7. Oktober 1901 in Fischern bei Karlsbad, Böhmen; † 4. August 1980 in Hamburg) war ein österreichisch-deutscher Afrikanist, der sich insbesondere mit tschadischen Sprachen befasste. Er war von 1951 bis 1970 Professor für Afrikanische Sprachen und Kulturen an der Universität Hamburg.

## Leben
Johannes Lukas wuchs als Sohn eines Eisenbahningenieurs im damals zu Österreich-Ungarn gehörenden Karlsbad auf. Schon als Schüler beschäftigte er sich mit Arabisch und Sanskrit. In Wien absolvierte er zunächst eine Klavierausbildung am Konservatorium. Aufgrund seiner Abneigung, in der Öffentlichkeit zu stehen, kam eine Musikerkarriere jedoch nicht in Frage. Daher wandte er sich einem Studium der Orientalistik, Ägyptologie und Afrikanistik an der Universität Wien zu, prägende akademischer Lehrer waren Hermann Junker und Wilhelm Czermak. Nach der Promotion (Studien zur Kanuri-Grammatik und Literatur an Hand unedierter Texte) zum Dr. phil. in Wien 1925 war er von 1927 bis 1932 als „wissenschaftlicher Hilfsarbeiter“ am Wiener Museum für Völkerkunde tätig. Auf Vermittlung Junkers war er 1928 bis 1929 in Kairo, wo er studierte und als Hauslehrer arbeitete. An der Al-Azhar-Universität traf er auf Studenten aus Zentralafrika und konnte Aufzeichnungen zur Kanembu-Sprache machen. Im Auftrag der International African Institute ging er 1932 für ein Jahr zu Sprachstudien nach Bornu im Nordosten Nigerias.
Carl Meinhof holte Lukas 1934 an das Seminar für afrikanische Sprachen der Universität Hamburg, wo er 1936 mit einer Schrift zur Logone-Sprache habilitierte. Lukas spezialisierte sich auf die „tschadohamitische Sprachen“, die er gemäß der damals vertretenen rassistischen Hamitentheorie von den tschadischen Sprachen unterschied und der inzwischen überholten Gruppe der Hamitischen Sprachen zuordnete. Am 28. Dezember 1937 beantragte Lukas die Aufnahme in die NSDAP und wurde rückwirkend zum 1. Mai desselben Jahres aufgenommen (Mitgliedsnummer 5.764.108), er fungierte als Blockleiter. Im NS-Staat wurde die Afrikanistik aus kolonialrevisionistischen Motiven, die auch Lukas teilte, gefördert. Nach der Annexion Österreichs sowie seiner Heimat im sogenannten Sudetenland 1938 nahm Lukas die deutsche Staatsbürgerschaft an. Sein akademischer Betreuer Meinhof wurde auch ein persönlicher Mentor. Als Pastor traute er 1939 Johannes Lukas und seine Frau Annemarie, geborene Vagts, und taufte 1941 ihre Tochter.
Von 1938 bis 1943 lehrte Lukas an der Universität Hamburg als Privatdozent für Afrikanische Sprachen und Kulturen. Zusammen mit August Klingenheben führte er im Oktober 1940 Sprachaufnahmen mit französisch-afrikanischen Kriegsgefangenen im Stammlager III A bei Luckenwalde durch. Für weitere Schallplattenaufnahmen zu westafrikanischen Sprachen, vor allem Hausa, reiste er im Mai 1941 ins Frontstalag 22 (Anglet/Bayonne) im besetzten Frankreich. Unter den unfreiwilligen Sprachinformanten war der spätere senegalesische Staatspräsident Léopold Sédar Senghor. 1941 wurde Lukas als Dozent der von Diedrich Westermann geleiteten Abteilung für Volks- und Staatenkunde Afrikas an die Auslandswissenschaftliche Fakultät der Universität Berlin berufen und im Februar 1943 zum außerordentlichen Professor ernannt. Daneben engagierte er sich in der Fachgruppe „Koloniale Sprachforschung“ der Kolonialwissenschaftlichen Abteilung des Reichsforschungsrates und leitete er den Bereich Sprache der „Weißafrika-Kommission“ der Preußischen Akademie der Wissenschaften.
Nach 1945 wurde Lukas von den Alliierten Militärbehörden als „unbescholten“ entnazifiziert. Da die Auslandswissenschaftliche Fakultät in Berlin aufgelöst war, kehrte er nach Hamburg zurück. Dort übernahm er zunächst die Vertretung für den suspendierten August Klingenheben. Er erhielt 1948 einen Forschungsauftrag für „sudanesische Sprachen“ und einen Lehrauftrag für „tschadohamitische“ Sprachen. Auf Einladung des International African Institute unter Ida C. Ward ging er 1949 für neun Monate an die School of Oriental and African Studies nach London, um am Handbook of African Languages mitzuarbeiten. Er wurde 1949 Mitherausgeber der von Carl Meinhof begründeten Zeitschrift für Eingeborenen-Sprachen (ab 1951 unter dem Titel Afrika und Übersee). Lukas wurde 1951 zum außerplanmäßigen Professor für Afrikanische Sprachen an der Universität Hamburg ernannt.
Als Nachfolger Klingenhebens übernahm er 1954 die ordentliche Professur für Afrikanische Sprachen und Kulturen. Bis zu seiner Emeritierung 1970 war er zudem Direktor des Seminars für Afrikanische Sprachen und Kulturen. Zu seinen Schülern gehören Alfred Willms, Carl F. Hoffmann, Herrmann Jungraithmayr, Ludwig Gerhardt, Ekkehard Wolff und Norbert Cyffer. Zeit seines Lebens weigerte er sich, die von Joseph Greenberg 1950 nachgewiesene Einheit der tschadischen Sprachen anzuerkennen und hielt an der eigenen Gruppe der „tschadohamitischen Sprachen“ fest. Zwischen 1957 und 1972 unternahm Lukas noch vier Forschungsreisen nach Westafrika. Als Assistenten holte er 1963 den österreichischen Missionar Anton Vorbichler nach Hamburg, der bei Lukas promovierte. Nach seiner Emeritierung 1970 übernahm der Äthiopist Ernst Hammerschmidt den Lehrstuhl für Afrikanische Sprachen und Kulturen. Lukas’ Tochter Renate Wente-Lukas setzte als Völkerkundlerin die Forschungen ihres Vaters in Westafrika fort.

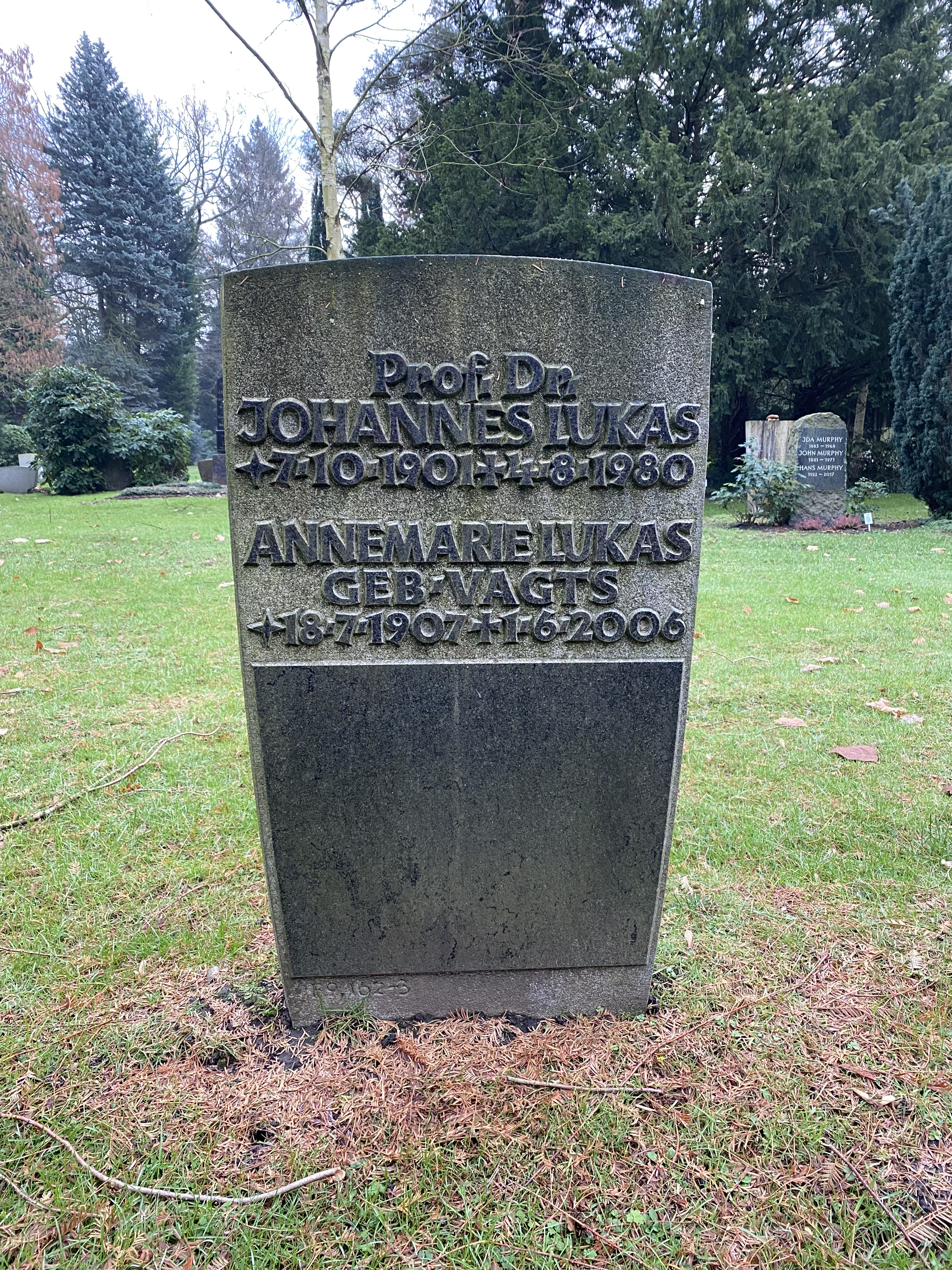
Grabstätte Johannes Lukas auf dem Friedhof Ohlsdorf

Lukas wurde auf dem Hamburger Friedhof Ohlsdorf beigesetzt. Die Grabstelle befindet sich im Planquadrat F 9.

## Schriften (Auswahl)
- Die Logone-Sprache im zentralen Sudan. Mit Beiträgen aus dem Nachlass von Gustav Nachtigal. Leipzig 1936, OCLC 716060379.
- Deutsche Quellen zur Sprache der Musgu in Kamerun. Berlin 1941, OCLC 883016753.
- Die Sprache der Tubu in der zentralen Sahara. Berlin 1953, OCLC 470109192.
- Studien zur Sprache der Gisiga (Nordkamerun). Glückstadt 1970, OCLC 1346819.